# Bataille de Santiago de Cuba
Pour les articles homonymes, voir Bataille de Santiago.
Guerre hispano-américaine
La bataille de Santiago de Cuba est la plus grande bataille navale de la guerre hispano-américaine dans l'océan Atlantique. Elle oppose la flotte espagnole de l'amiral Pascual Cervera y Topete et des bâtiments de l'US Navy de l'escadre de l'Atlantique nord du vice-amiral William T. Sampson et du Flying Squadron du commodore Winfield Scott Schley (en) le 3 juillet 1898, et se termine par la destruction de l'escadre espagnole des Caraïbes (aussi connu sous le nom de Flota de Ultramar).

## Contexte
Au milieu du XIXe siècle, l’empire colonial espagnol des Amériques est largement en ruines, seuls Cuba et Porto Rico restant en leur possession. À partir des années 1860, Cuba manifeste à son tour des velléités d’indépendance et malgré une victoire espagnole lors de la guerre des Dix Ans, une situation insurrectionnelle s’installe durablement dans l’île. Au cours des années 1880 et 1890, les Espagnols luttent avec succès contre les guérillas indépendantiste, au prix toutefois de l’accroissement du sentiment anti-hispanique au sein de la population des États-Unis voisin, alimenté par la presse. L’explosion du cuirassée américain USS Maine dans le port de Cuba le 15 février 1898 est ainsi immédiatement attribuée aux Espagnols, conduisant à la déclaration de guerre le 28 avril 1898.
Afin de préparer l’invasion de l’île, la flotte américaine fait à partir du 1er juin le blocus du port de Santiago de Cuba, où l’escadre espagnole de l’Atlantique est mouillée. Cette menace neutralisée, le gros de l’armée américaine commence à débarquer le 22 juin à Daiquiri. Elle se dirige vers Santiago au cours de la fin du mois de juin puis affronte l’armée espagnole à San Juan et El Caney le 1er juillet. Malgré leur résistance, les Espagnols sont vaincus dans les deux engagements, permettant à l’armée américaine d’assiéger Santiago. La flotte espagnole étant vulnérable dans le port désormais à portée de l’artillerie, le contre-amiral Cervera décide de tenter de forcer le blocus le 3 juillet, en dépit de l’importante supériorité américaine.

## Forces en présence

### Flotte américaine
La flotte américaine est constituée de deux escadres. L’escadre de l’Atlantique Nord est commandée le contre amiral William T. Sampson, qui a précédemment dirigé l’enquête sur l’explosion de l’USS Maine. Elle comprend deux cuirassés, l’USS Oregon et l’USS Iowa, mais c’est le croiseur cuirassé USS New York qui lui sert de navire amiral. S’y ajoutent encore le croiseur USS New Orleans, le torpilleur USS Porter et le yacht armé USS Mayflower.
La seconde escadre est le Flying Squadron du contre amiral Winfield Scott Schley (en). À l’instar de l’autre escadre, celle-ci comprend deux cuirassés, les USS Texas et USS Massachusetts, mais c’est le croiseur cuirassé USS Brooklyn qui sert de navire amiral. Elle compte en outre deux croiseurs protégés, l’USS Columbia et l’USS Minneapolis, ainsi que le yacht armé Vixen.

### Flotte espagnole
Avec seulement quatre croiseurs et deux destroyers, la flotte espagnole est largement inférieure à la flotte américaine en nombre comme en puissance de feu, d’autant que plusieurs navires sont endommagés ou en mauvais état et qu’environ 80 % des munitions sont inutilisables. Le navire amiral est le croiseur Infanta María Teresa, le seul qui ne souffre pas de problème majeur. Le Cristóbal Colón, qui sort à peine des chantiers navals italiens, ne dispose en effet pas de son armement principal, tandis qu’une partie de l’armement secondaire de l’Almirante Oquendo n’est pas opérationnel ; quant au Vizcaya, il est ralenti par la quantité d’algues et de coquillages qui encroûtent sa coque. Les deux destroyers sont le Furor et le Pluton.
Le commandement de la flotte espagnole est assuré par le contre-amiral Pascual Cervera y Topete. À la différence de la plupart des autres officiers supérieurs espagnols, celui-ci a passé la majeure partie de sa carrière en mer, notamment lors des conflits en Amérique du Sud et de la troisième guerre carliste. Il dispose toutefois également d’une expérience politique, ayant été ministre de marine en 1891. À ce poste et durant ses commandements, il tente, avec un succès mitigé, de combattre la bureaucratie et d’améliorer la qualité de la marine espagnole, souvent grevée par le maque d’entraînement et du matériel de mauvaise qualité.

## Bataille
Après la défaite de San Juan, l’état-major de l’escadre espagnol prépare son plan. Celui-ci est relativement simple : l’Infanta María Teresa doit prendre la tête et éperonner l'USS Brooklyn ; celui-ci étant le navire le plus rapide de la flotte américaine, les Espagnols espèrent ainsi que leurs autres navires pourront en profiter pour s’échapper. le matin du 3 juillet, les observateurs espagnols remarquent que l'USS New York ne se trouve plus dans le blocus, mais du côté de Siboney, ce qui améliore leurs chances, même si la décision de forcer le blocus est déjà prise à ce moment.
La flotte espagnole lève l’ancre à 8 heures, puis à 8 h 45, Cervera envoie fait donner le signal du départ. Les navires espagnols sortent du port à 9 h 35 et sont immédiatement repérés par les Américains, qui sonnent le branle-bas de combat. En l’absence de l’amiral Simpson, qui se trouve à bord de l’USS New York, c’est le contre amiral Schley, à bord de l’USS Brooklyn, qui prend le commandement de la flotte américaine.
En sortant du port, les navires espagnols tournent à pleine vitesse vers l’Ouest, l’Infanta María Teresa ajustant sa route pour percuter l’USS Brooklyn. Schley réalisant le danger, il parvient à éviter au dernier moment le croiseur espagnol par un virage brusque à tribord. Ce faisant il se met toutefois sur la route de l'USS Texas, qui évite à son tour de justesse la collision en mettant ses machines en arrière à pleine puissance.
Sa manœuvre ayant échouée, l’Infanta María Teresa poursuit sa route avec le reste de la flotte espagnole, qui est poursuivie sur une route parallèle distante d’un peu plus de 2 km vers le Sud et légèrement en retrait. L’artillerie américaine, de plus gros calibre et plus précise, ravage rapidement les navires espagnols. À 10 h 15, l’Infanta María Teresa, touchée à plusieurs reprises et entièrement en feu, s’échoue et amène son pavillon. À la traîne, l’Almirante Oquendo, également en feu, s’échoue un peu plus loin à 10 h 30. Pris pour cible par l’artillerie secondaire et les plus petits navires, notamment le Gloucester, le Pluton, gravement endommagé, s’échoue à 11 heures et le Furor coule à 11 h 5. Engagé dans un duel à moins d’un kilomètre avec l’USS Brooklyn, le Vizcaya, largement surclassé, est touché au moment au niveau des tubes lance-torpilles avant et explose avant de s’échouer à 11 h 30. Le seul à parvenir à s’enfuir pour un temps est le Cristóbal Colón, mais rattrapé deux heures plus tard et incapable de se défendre, il est contraint de s’échouer à son tour à 13 h 30.
Peu après 11 h 30, les navires américains commencent à récupérer les marins espagnols survivants. parmi ceux-ci figure Cervera, qui est fait prisonnier et amené avec les honneurs sur l’USS Iowa.

## Conséquences
L’escadre espagnole est totalement détruite à l’issue de la bataille. En ce qui concerne les équipages, sur 2 227 marins espagnols, 323 sont morts et le reste est blessé ou fait prisonnier. Du côté américain, la seule victime est le chef Yeoman George Henry Ellis, tué sur l’USS Brooklyn,.
Aux États-Unis, la bataille marque le début d’une longue controverse pour déterminer qui est le vainqueur entre Sampson et Schley, chacun ayant ses partisans. Schley met ainsi en avant que, même s’il avait le commandement de la flotte, Sampson a été absent la majeure partie de la bataille et que c’est donc lui qui a dirigé les opérations. De son côté Sampson fait valoir que les manœuvres durant la bataille ne représentent que l’accomplissement de toute la planification qu’il a effectué en amont et que par conséquent la victoire est son œuvre.

## Vestiges et commémorations
À l’exception de celle de l’Infanta María Teresa, les épaves des navires espagnols sont toujours là où ils se sont échoués ou ont coulé et servent de sites de plongée. Divers morceaux, principalement des pièces d’artillerie, provenant des navires espagnols sont exposés dans des musées, notamment à Santiago et à l’US Naval Museum.